# صيفرية دانكوكية
صيفرية دانكوكية (الاسم العلمي: Flavobacterium dankookense) هي نوع من البكتيريا، سلبية الغرام، تتبع جنس صيفرية.